# Paso de la Mina 1ra. Sección
Paso de la Mina 1ra. Sección är en ort i Mexiko.   Den ligger i kommunen Huimanguillo och delstaten Tabasco, i den sydöstra delen av landet, 600 km öster om huvudstaden Mexico City. Paso de la Mina 1ra. Sección ligger 15 meter över havet och antalet invånare är 930.
Terrängen runt Paso de la Mina 1ra. Sección är mycket platt. Runt Paso de la Mina 1ra. Sección är det ganska glesbefolkat, med 45 invånare per kvadratkilometer. Närmaste större samhälle är Poblado C-33 20 de Noviembre, 18,8 km öster om Paso de la Mina 1ra. Sección. Trakten runt Paso de la Mina 1ra. Sección består till största delen av jordbruksmark.